# Mine Resistant Ambush Protected Vehicle
I veicoli MRAPV (Mine-Resistant Ambush Protected Vehicles,  sono una categoria di veicoli corazzati progettati per proteggere i militari da mine terrestri improvvisate (IED) e imboscate durante operazioni in aree di conflitto. Questi veicoli sono stati sviluppati principalmente per l'impiego in teatri di guerra come l'Iraq e l'Afghanistan, dove le truppe erano esposte a gravi minacce provenienti da ordigni esplosivi improvvisati e attacchi di guerriglia.

## Storia
Il programma MRAP (Mine-Resistant Ambush Protected) ha avuto origine nel 2004 con il progetto del TSG/FPI Cougar, sviluppato da un team statunitense guidato dalla Gran Bretagna secondo i requisiti del Corpo dei Marines degli Stati Uniti. Questo veicolo Cougar è diventato il punto di partenza per il programma MRAP, che è stato ulteriormente sviluppato e implementato per affrontare le crescenti minacce rappresentate dalle mine terrestri improvvisate (IED) durante la guerra in Iraq. Il programma MRAP dell'esercito americano è stato spinto principalmente dalle tragiche perdite subite dalle truppe a causa degli IED, che hanno evidenziato la necessità di veicoli più resistenti e protettivi per il personale militare impegnato in zone di conflitto.
Nel contesto del programma MRAP, sono stati sviluppati e implementati progetti di veicoli da vari fornitori, tra cui Armor Holdings (successivamente acquisita da BAE Systems), BAE Systems, Force Protection, Inc. (FPI), General Dynamics Land Systems (GDLS), General Purpose Vehicles (GPV), International Military Group (IMG), Oshkosh Corporation, Protected Vehicles Incorporated (PVI), e Textron Marine & Land Systems. Questi veicoli MRAP sono caratterizzati da fondamenta a forma di V progettate per deviare le forze esplosive delle mine terrestri o degli IED, fornendo una protezione vitale al veicolo stesso e ai suoi occupanti.
I MRAP, che pesano tra le 14 e le 18 tonnellate e hanno un'altezza fino a 9 piedi (2,7 metri), rappresentano una delle risposte più significative e efficaci alle minacce asimmetriche incontrate dalle forze militari moderne. Tuttavia, il loro costo relativamente elevato, che può variare da 500.000 a 1.000.000 di dollari per veicolo, e le sfide logistiche associate alla loro produzione e manutenzione hanno suscitato discussioni e analisi critiche all'interno dei contesti militari e politici. In ogni caso, i MRAP hanno indubbiamente contribuito in modo sostanziale a migliorare la protezione e la sicurezza del personale militare impegnato in operazioni in aree di conflitto ad alto rischio.

## Categorie
La classe dei veicoli MRAP è suddivisa in tre categorie in base al peso e alle dimensioni, ciascuna progettata per specifiche esigenze operative.
La Categoria I (MRAP-MRUV), nota anche come Veicolo Utilitario Resistente alle Mine (MRUV), è caratterizzata da veicoli relativamente piccoli e leggeri, ideali per le operazioni urbane. Alcuni esempi di MRAP di Categoria I includono il BAE Caiman 4x4, il BAE OMC RG-31, il BAE RG-33 4x4, il Force Protection Cougar H 4x4, l'International MaxxPro e il Textron M1117 Guardian.
La Categoria II (MRAP-JERRV), abbreviazione di Veicolo di Risposta Rapida per l'Eliminazione degli Ordigni Esplosivi (JERRV), è progettata per missioni che richiedono capacità di guida di convogli, trasporto di truppe, ambulanze, smaltimento di ordigni esplosivi e ingegneria di combattimento. Alcuni esempi di MRAP di Categoria II sono il Force Protection Cougar HE 6x6, il BAE RG-33 L6x6, il GDLS RG-31 E, il Thales Australia Bushmaster IMV, il Protected Vehicles Inc Golan (successivamente eliminato dalla competizione), l'International MaxxPro XL e il BAE Caiman 6x6.
Infine, la Categoria III comprende il Force Protection Buffalo MRV, progettato per funzionalità di sminamento e sminamento di IED, con una capacità di trasporto di sei persone.
Queste categorie evidenziano la diversificata gamma di veicoli MRAP sviluppati per soddisfare le esigenze specifiche delle operazioni militari in ambienti ad alto rischio e minacciosi come quelli incontrati in Iraq e in altre zone di conflitto.

## Produzione
Dal 2007 in poi, il programma di produzione di veicoli MRAP ha subito una significativa espansione e investimento da parte del Dipartimento della Difesa degli Stati Uniti, in risposta alle crescenti minacce rappresentate dagli ordigni esplosivi improvvisati (IED) in Iraq e Afghanistan. L'8 maggio 2007, il Segretario alla Difesa Robert Gates ha dichiarato che l'acquisizione di MRAP era la massima priorità del Dipartimento della Difesa per l'anno fiscale 2007, con un finanziamento di 1,1 miliardi di dollari.
Tra il gennaio e il luglio del 2007, sono stati effettuati numerosi ordini di veicoli MRAP da parte dei Marines, dell'Esercito e di altri servizi, con fornitori come Force Protection Inc (FPI), BAE Systems, Navistar, e General Dynamics Land Systems Canada. Questi ordini includono una varietà di modelli MRAP come il Cougar, il MaxxPro, il Caiman, e il RG-31, per un totale di migliaia di veicoli ordinati.
Nel 2008, l'accento è stato posto sulla riduzione del peso dei veicoli MRAP attraverso il programma MRAP Armor Weight Reduction Spiral (MAWRS), guidato dall'Esercito Research Laboratory. Questo programma ha portato a una riduzione del 40% nel peso dei veicoli MRAP e ha introdotto tecnologie avanzate per migliorare la protezione contro gli IED.
Oshkosh è stato uno dei principali fornitori di veicoli MRAP nel 2009, ottenendo ordini significativi per veicoli fuoristrada MRAP, con un contratto valutato a miliardi di dollari. Nel complesso, il Dipartimento della Difesa degli Stati Uniti ha speso oltre 20 miliardi di dollari nel 2009 per il programma MRAP, prevedendo una spesa totale del programma di circa 48,5 miliardi di dollari con le consegne finali nei successivi anni finanziari.

## Critiche
Il programma MRAP è stato oggetto di varie critiche, principalmente per il suo costo elevato di quasi 50 miliardi di dollari e le potenziali difficoltà logistiche che ne derivano, come l'elevato consumo di carburante e la variazione nella progettazione dei diversi modelli. Inoltre, si è osservata una diminuzione del collegamento tra le truppe e la popolazione locale a causa delle dimensioni e dell'aspetto imponente dei MRAP, che erano in conflitto con le strategie di controinsurrezione (COIN). Anche i percorsi di smaltimento dei MRAP sono stati oggetto di critiche per non essere chiari.
Un'altra critica riguarda il finanziamento del programma MRAP, che ha sottratto risorse ad altri programmi di veicoli tattici, ritardando, ad esempio, lo sviluppo del Joint Light Tactical Vehicle di due anni.
Le truppe hanno sollevato diverse preoccupazioni riguardo ai MRAP, tra cui il design interno dei sedili posteriori che potrebbe non consentire alle truppe di sparare attraverso i portelli, l'altezza e la pendenza delle scale a discesa nella parte posteriore che potrebbero ostacolare l'uscita rapida, e il rischio di lesioni gravi dovute a urti contro il soffitto su terreni accidentati. Inoltre, sono stati segnalati problemi di ribaltamento dei MRAP, con casi in cui ciò ha causato ferite e persino la morte di truppe intrappolate sott'acqua. Alcuni rapporti hanno evidenziato anche il rischio di scosse elettriche dovute a contatti accidentali con linee elettriche basse o antenne. Un'altra critica riguarda l'efficacia dei MRAP contro i penetratori a forma esplosiva (EFP), che possono trasformarsi in proiettili perforanti ad alta velocità. Sebbene i MRAP siano stati accolti positivamente dalle truppe per la loro capacità di proteggere contro gli IED, si è notato che potrebbero non essere sufficientemente efficaci contro le EFP. Questa debolezza è stata affrontata con il MRAP II di prossima generazione e l'installazione di armature anti-IED, anche se ciò ha comportato un aumento del peso e delle dimensioni dei veicoli.
Nonostante tutto ciiò, i MRAP hanno avuto un impatto significativo nel ridurre le vittime degli IED in Iraq e Afghanistan, e sono stati accreditati per aver aumentato la sopravvivenza delle truppe esposte a tali minacce.

## Modelli
Il programma MRAP ha visto lo sviluppo di diversi modelli, tra cui il MRAP II, il Survivable Combat Tactical Vehicle (SCTV), e il Joint Light Tactical Vehicle (JLTV) conosciuto come veicolo tattico leggero congiunto.
Il MRAP II è stato concepito per offrire una maggiore protezione rispetto al Frag Kit 6, senza la necessità di kit di aggiornamento. Tra i modelli proposti inizialmente, quelli qualificati includevano il Caiman aggiornato progettato da Armor Holdings (acquisita successivamente da BAE Systems) e il Bull, sviluppato da Ideal Innovations Inc, Ceradyne e Oshkosh.
Il Survivable Combat Tactical Vehicle (SCTV), presentato da Textron nel 2010, consiste in una capsula protettiva che può migliorare la sopravvivenza degli Humvee a livelli simili ai MRAP, garantendo al contempo una maggiore mobilità. Il veicolo è dotato di uno scafo a forma di V e lati angolati per deviare granate a propulsione a razzo (RPG), con un motore più potente, sospensioni robuste e altre modifiche per migliorare le prestazioni.
Il veicolo tattico leggero congiunto è stato sviluppato per fornire una protezione simile ai veicoli MRAP, ma con un peso inferiore e una maggiore manovrabilità. Nel 2015, Oshkosh ha ottenuto un contratto per la produzione di un massimo di 49.100 veicoli per l'esercito e il corpo dei Marines degli Stati Uniti, basandosi sul successo del suo ATV MRAP.
Questi modelli rappresentano un progresso nel campo della protezione dei veicoli tattici, bilanciando la necessità di protezione con quella di mobilità e manovrabilità su terreni variabili e in situazioni di combattimento.

## Utilizzo post bellico
Dopo le guerre in Iraq e Afghanistan, l'utilizzo dei veicoli MRAP è stato oggetto di dibattito per quanto riguarda il loro futuro nel dopoguerra. L'esercito degli Stati Uniti ha deciso di mantenere circa il 30% dei MRAP in servizio, utilizzandoli nelle squadre di combattimento delle brigate per il trasporto delle truppe e per lo sdoganamento delle rotte, mentre un altro 10% è stato destinato all'addestramento. Il resto dei veicoli sarebbe stato messo in deposito. Questa decisione è stata presa in attesa della piena operatività e diffusione del Joint Light Tactical Vehicle (JLTV), che avrebbe dovuto sostituire i MRAP entro il 2016. Tuttavia, alcuni MRAP sono stati ancora utilizzati fino al 2022. Al di fuori degli Stati Uniti, i veicoli MRAP in eccesso sono stati venduti o donati a diversi paesi e organizzazioni, mentre anche le forze dell'ordine statunitensi hanno acquisito alcuni MRAP per scopi di sicurezza interna, nonostante le controversie sulla militarizzazione della polizia. Inoltre, la NASA ha utilizzato MRAP per evacuazioni di emergenza della navicella spaziale Orion, dimostrando la versatilità di questi veicoli in una varietà di situazioni operative.